# (690420) 2014 FC72
(690420) 2014 FC72 est un objet transneptunien considéré comme objet épars en résonance 1:4 avec Neptune et une planète naine potentielle, ayant un diamètre estimé d'environ 500 km.